# Aleksandar II. od Imeretije
Aleksandar II. od Imeretije (gruz. ალექსანდრე II; umro 1. travnja 1510.) bio je kralj Gruzije od 1478. godine i kralj Imeretije od 1483. do 1510. godine.

## Život
Otac Bagrat VI. umro mu je 1478. godine, a naslijedio ga je Aleksandar, vladajući dvjema glavnim provincijama, Imeretijom na zapadu i Kartlijom na istoku. Aleksandra je s prijestolja svrgnuo princ Konstantin II. On se povukao u planinske provincije Raču i Lečhumi na zapadu. Vratio se u Imeretiju nakon što je Konstantina porazio Kvarkvar II., moćni atabeg Meshetije (Samche) 1483. godine, ali je izgubio grad Kutaisi godinu dana kasnije u sukobu s Konstantinom. Godine 1488., Aleksandar je iskoristio invaziju Ak Koyunlua na Kartliju, i preuzeo je kontrolu nad Imeretijem. Godine 1491., Konstantin je morao priznat svog protivnika kao neovisnog suverenog vladara i ograničiti svoju moć samo na Kartliju.
Mir između dva gruzijska kraljevstva nije potrajao dugo, u kolovozu 1509. godine, Aleksandar je napao Kartliju, zauzevši zapadnu regiju i grad tvrđavu Gori. Vijest da su Imeretiju napali Turci Osmanlije tijekom Aleksandrove odsutnosti, prisilila je kralja da se vrati u svoju prijestolnicu Kutaisi, a Gori je ubrzo ponovno zauzeo David X.

## Obitelj
Godine 1483., Aleksandar II. oženio se izvjesnom Tamarom koja je umrla 12. ožujka 1510. godine. Aleksandar je umro 1. travnja 1510. godine i pokopan je sa suprugom u samostanu Gelati kraj Kutaisija. Imali su sedmero djece:
- Bagrat III. (1495. – 1565.) naslijedio je Aleksandra kao kralja.
- Princ David (? – 1524.)
- Princ Vahtang (? – 1548.)
- Princ Đuro (? – 1545.)
- Princ Dmitar
- Princeza Tinatin
- Princeza nepoznatog imena